# Liste der Wiener Parks und Gartenanlagen/Brigittenau
Diese Liste umfasst jene Parks und Gartenanlagen, die sich im 20. Wiener Gemeindebezirk Brigittenau befinden und einen Namen tragen:
| Name                  | Bild | Standort                       | Jahr der Errichtung          | Benannt nach                                                                                       | Fläche in m² | Bauten                           | Kunstobjekte                                  | Naturdenkmäler | Anmerkungen                    |
| --------------------- | ---- | ------------------------------ | ---------------------------- | -------------------------------------------------------------------------------------------------- | ------------ | -------------------------------- | --------------------------------------------- | -------------- | ------------------------------ |
| Allerheiligenpark     |      | Allerheiligenplatz Koordinaten | 1908                         | der 1945 zerstörten alten Allerheiligenkirche, die sich auf dem Platz befand                       | 21.470       |                                  | Mädchenfigur auf einem Felsen (Philipp, 1911) |                | Benennung 1992                 |
| Anton-Kummerer-Park   |      | Leipziger Straße Koordinaten   | 1996 (Benennung)             | Anton Kummerer (1908–1990), Priester, Seelsorger und Religionsprofessor                            | 7.880        |                                  |                                               |                |                                |
| Brigittapark          |      | Brigittaplatz Koordinaten      | 1992 (Benennung)             | der in der Mitte des Platzes befindliche Brigittakirche                                            | 7.940        | Brigittakirche (Schmidt, 1873)   |                                               |                | Kirche unter Schutz            |
| Forsthauspark         |      | Forsthausgasse Koordinaten     | 1992 (Benennung)             | dem 1665 erbauten Forsthaus der kaiserlichen Hofjäger                                              | 12.740       | Brigittakapelle (Lucchese, 1651) | Figur Hl. Brigitta (Thiede, 1934)             |                | Kapelle und Figur unter Schutz |
| Hugo-Gottschlich-Park |      | Leipziger Straße Koordinaten   | 1995 (Benennung)             | Hugo Gottschlich                                                                                   | 19.100       |                                  |                                               |                |                                |
| Jakob-Winter-Park     |      | Pappenheimgasse Koordinaten    | 1992 (Benennung)             | Jakob Winter, Ortsrichter der Brigittenau (1804–1855)                                              | 2.250        |                                  |                                               |                |                                |
| Mortarapark           |      | Mortaraplatz Koordinaten       | 1899 (Benennung des Platzes) | der Schlacht von Mortara (1849, österreichischer Sieg über Piemont)                                | 11.930       |                                  |                                               |                |                                |
| Sachsenpark           |      | Sachsenplatz Koordinaten       | 1992 (Benennung)             | den verbündeten sächsischen Truppen, die hier nach der Schlacht von Königgrätz untergebracht waren | 5.870        |                                  |                                               |                |                                |